# 留法中國藝術家
二十世紀初始，多批中國青年美術學生官派或自費到法國、日本等國家留學，而留法藝術群體影響尤巨。留法藝術家大多在法國巴黎高等美術學校學習，以油畫、素描、雕塑為主要領域。他們既學習了西方學院派古典主義、寫實主義美術，也接觸到了西方現代主義各流派，如印象主義、表現主義等，為二十世紀中國美術帶來了油畫、雕塑、素描、水彩等新的美術形式和新的美術觀念，從而開拓並改變了二十世紀中國美術的發展。

## 年表
第一次世界大戰後，中國的維新學者開始討論如何進行改革。陳獨秀提出「美術革命」，促使其後一代藝術家奔赴西方學習藝術。二十世紀初，巴黎是西方藝術的搖籃，現代藝術浪潮衝擊著傳統，也便成為了留學的目的地。
1919年，第一批留法「勤工儉學」學生89名由上海啟程赴法。徐悲鴻同船，並於翌年入讀法國巴黎國立高等美術學校。同年發生五四運動。
1929年，顏文樑參加了法國秋季沙龍展，獲得榮譽獎，由時任法國教育部長和美術部長頒授獎狀。
1930年春，方幹民、李金髮組織的「長風西畫研究會」，倡導和介紹西方現代美術。
1931年，由留法歸來的龐薰琹與留日的倪貽德、周真太等人組織了「決瀾社」。
1933年，徐悲鴻組織的中國近代繪畫展覽在巴黎舉行，後移至比、德、意、蘇等國展出。
1933年4月2號，在法國巴黎常書鴻的居住地博迪南路16號，「中國留法藝術學會」成立。
1934年，劉海粟主持中國現代繪畫展覽會在柏林舉行，後在漢堡、荷蘭海牙、瑞士日內瓦等地展出。

## 影響

### 美術教育

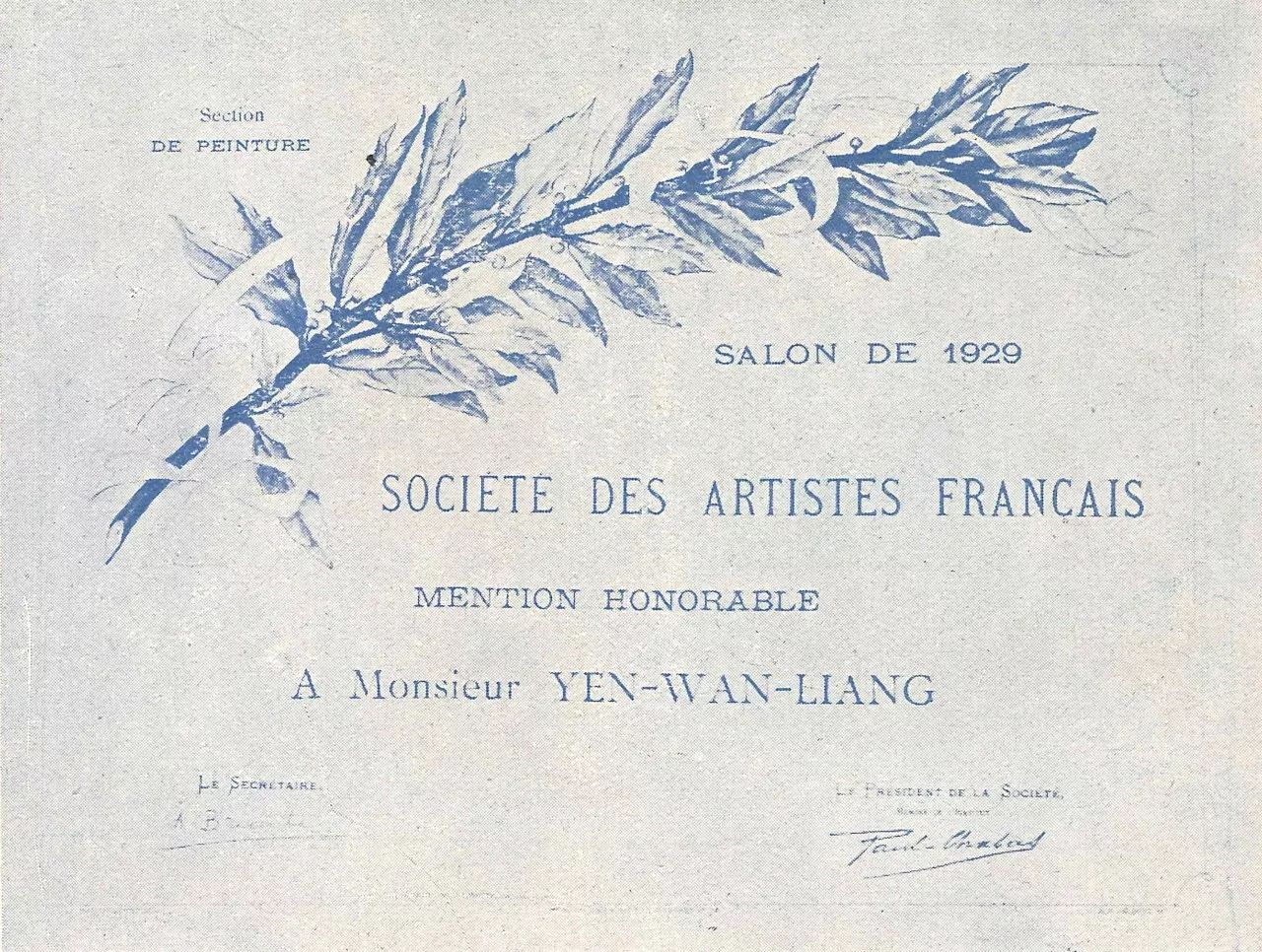
1929年法國春季沙龍授予顏文樑榮譽獎證書

以留法歸來從事藝術教育者言，影響尤其巨大，如20世紀有「四大校長」之稱的顏文樑、徐悲鴻、劉海粟、林風眠均為中國的美術教育建立了初步的思想體系，分別創立了蘇州美術專科學校、北平大學藝術學院、上海美術專科學校及國立西湖藝術院。1940年，李有行在四川创办四川省立艺术专科学校，担任院长至1949年， 成为以后四川美术学院的第一任校长。
1931年，顏文樑回國。為了發展蘇州美專，顏在歐洲搜羅購買了大大小小的石膏像達四百六十餘件和一萬多冊美術書，千辛萬苦陸續運回蘇州。

### 美術思想
留法的藝術家帶回了西方的美術觀念，既有西方的學院派傳統，也包括現代的美術思想。其中寫實派以徐悲鴻、顏文樑、常書鴻為代表，在巴黎經受過學院派油畫正統的訓練，注重引進西方油畫寫實技法。現代派則以林風眠、劉海粟、方幹民、龐薰琹等為代表。他們在西方寫實油畫的基礎上，又受到現代派繪畫的影響。

### 雕塑家
民國時期，傳統雕塑日益衰落，在「師夷之長」潮流中，一批年輕人赴法國學習西方雕塑，其中便包括劉開渠、王臨乙、熊秉明、滑田友、王子雲等。

## 名單
留法藝術家可大概分成兩代，第一代是於上世紀一十至三十年代便到巴黎的顏文樑、徐悲鴻、常玉、潘玉良、林風眠、方幹民等，第二代則是四十至五十年代留法的吳冠中、趙無極、朱德群、劉自鳴等。
1919至1945年間留法的中國美術學生包括吳法鼎、王靜遠、王如玖、顏文樑、江小鶼、潘玉良、李超士、徐悲鴻，周轻鼎、曾一櫓、王子云、郭應麟、方君璧、韓樂然、張弦、常玉、李金髮、林風眠、李有行，滑田友、黃覺寺、司徒喬、林文錚、謝投八、吳大羽、周碧初、廖新學、蔡威廉、劉開渠、常書鴻、呂斯百、唐一禾、方幹民、周方白、龎薰琹、秦宣夫、雷圭元、唐蘊玉、鄭可、黃顯之、王臨乙、吳作人、曾竹韶、胡善餘、李瑞年、蕭淑芳、董希文、吳冠中、朱德群、趙無極、熊秉明、劉自鳴、呂霞光。（以出生年份排序）

## 展覽及研究
2019年1月，中央美術學院主辦，中央美術學院美術館、龍美術館聯合主辦了《先驅之路：留法藝術家與中國現代美術（1911-1949）大展》，在中央美術學院美術館展出了40餘位於20世紀初留法藝術家的200餘件作品。

## 評價
邵大箴評價道：「留法藝術家是當時留學浪潮中的典型代表之一，標誌著中國社會開始嘗試認識世界，也是對開放浪潮的充分認可和肯定；這個展覽向公眾展示了當時中國藝術家對中西方藝術文化碰撞融合的態度與看法。一代留法藝術家努力學習西方繪畫，同時把自己對中國文化的理解、體會融入到油畫、雕塑等藝術表現語言中，形成優勢互補，才得以使民族文化發揚光大。」
《先驅之路：留法藝術家與中國現代美術（1911-1949）大展》策展人、中央美術學院副教授紅梅說道：「他們是這個領域的先驅者、奠基者、開拓人，現在我們看他們每個人都像是一座座獨立的高峰，各自氣質鮮明。在中國美術基本面貌的建立中，他們雖然殊途但同歸，共同給予了我們思想血液裡的現代性基因。」